# Alexander Wittek
Alexander Wittek (né le 12 octobre 1852 à Sisak et mort le 11 mai 1894 à Graz) était un architecte et un joueur d'échecs austro-hongrois.

## Présentation

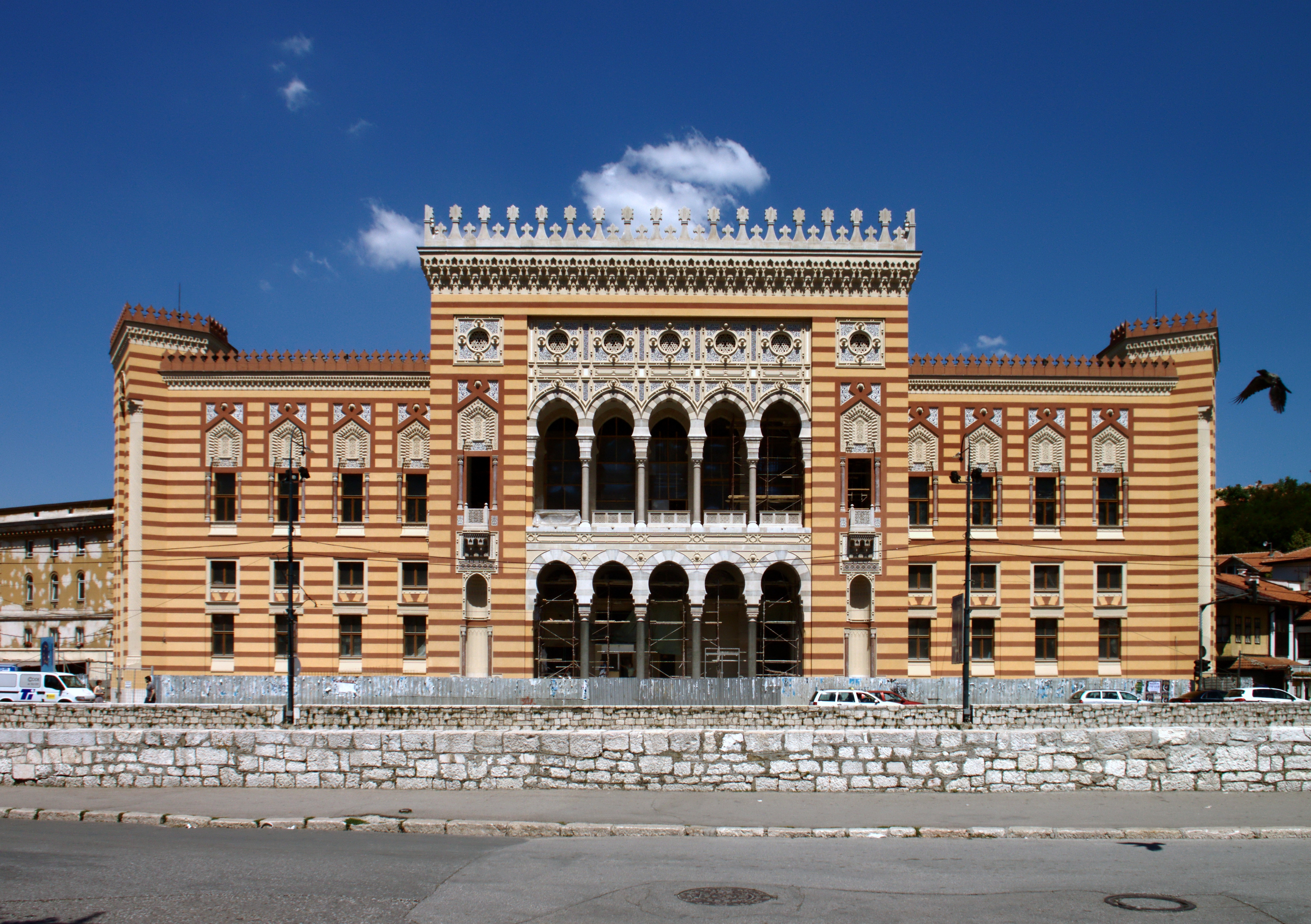
L'ancien hôtel de ville de Sarajevo

En tant qu'architecte, Wittek a travaillé en Bosnie-Herzégovine au moment de l'Empire austro-hongrois. Son œuvre la plus célèbre à Sarajevo est l'ancien hôtel de ville construit entre 1892 et 1896 dans un style néo-mauresque ; ce bâtiment, qui abrite aujourd'hui la Bibliothèque nationale et universitaire de Bosnie-Herzégovine est inscrit sur la liste des monuments nationaux du pays. On lui doit également, à Sarajevo, dans le quartier de Baščaršija, la reconstruction de la fontaine Sebilj en 1891, elle aussi dans un style néo-mauresque ; la fontaine est également classée.

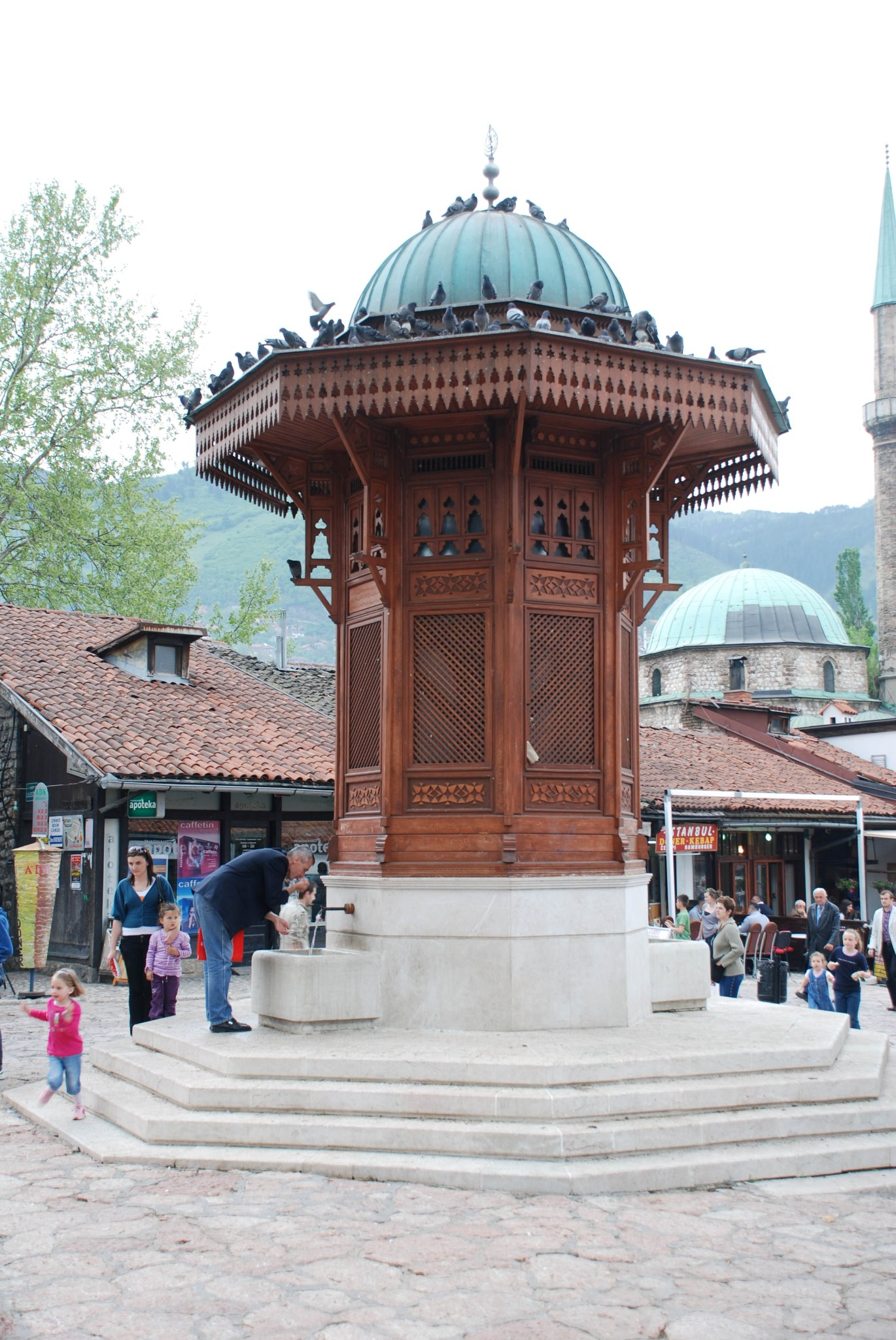
La fontaine Sebilj

Wittek était également un joueur d'échecs. Il finit à la 5e-6e place à Berlin en 1881, tournoi dont Joseph Henry Blackburne sortit vainqueur ; il termina neuvième au tournoi Vienne en 1882 (vainqueurs : Wilhelm Steinitz et Szymon Winawer).
Wittek est mort dans un asile d'aliénés à Graz en 1894, institution qu'il avait intégrée l'année précédente pour un « désordre mental paralytique ». Selon une source, il se serait suicidé ; selon l'hôpital, il serait mort de la tuberculose.